# Paul-Henri Sandaogo Damiba
Paul-Henri Sandaogo Damiba (ur. 2 stycznia 1981 w Wagadugu) – burkiński wojskowy w stopniu podpułkownika, przywódca zamachu stanu w styczniu 2022 roku, od 24 stycznia do 30 września 2022 przewodniczący Patriotycznego Ruchu na rzecz Ochrony i Odbudowy, od 31 stycznia do 30 września 2022 pełniący obowiązki prezydenta Burkiny Faso.

## Życiorys
W młodości ukończył uczelnię wojskową w Paryżu, posiada także tytuł magistra kryminologii. Do 2011 roku był członkiem ochrony prezydenta Blaise Compaoré, następnie pełnił funkcję dowódcze w Dori i Ouahigouya. W 2015 roku brał udział w nieudanym zamachu stanu, po którego niepowodzeniu zeznawał w procesie innych konspiratorów, następnie wyjechał z Burkina Faso. W grudniu 2021 roku został mianowany dowódcą trzeciego okręgu wojskowego, odpowiedzialnego za ochronę Wagadugu. Próbował przekonać rząd Burkina Faso do zatrudnienia Grupy Wagnera do pomocy w walce z dżihadystami.
24 stycznia 2022 dokonał zamachu stanu, obalił prezydenta Rocha Marca Christiana Kaboré i został przewodniczącym Patriotycznego Ruchu na rzecz Ochrony i Odbudowy. 31 stycznia 2022 został ogłoszony pełniącym obowiązki prezydenta Burkiny Faso.
30 września 2022 został obalony w wyniku zamachu stanu pod przywództwem kapitana Ibrahima Traore. Po dymisji z funkcji pełniącego obowiązki prezydenta udał się na emigrację do Togo.